# Kenneth S. Wilsbach

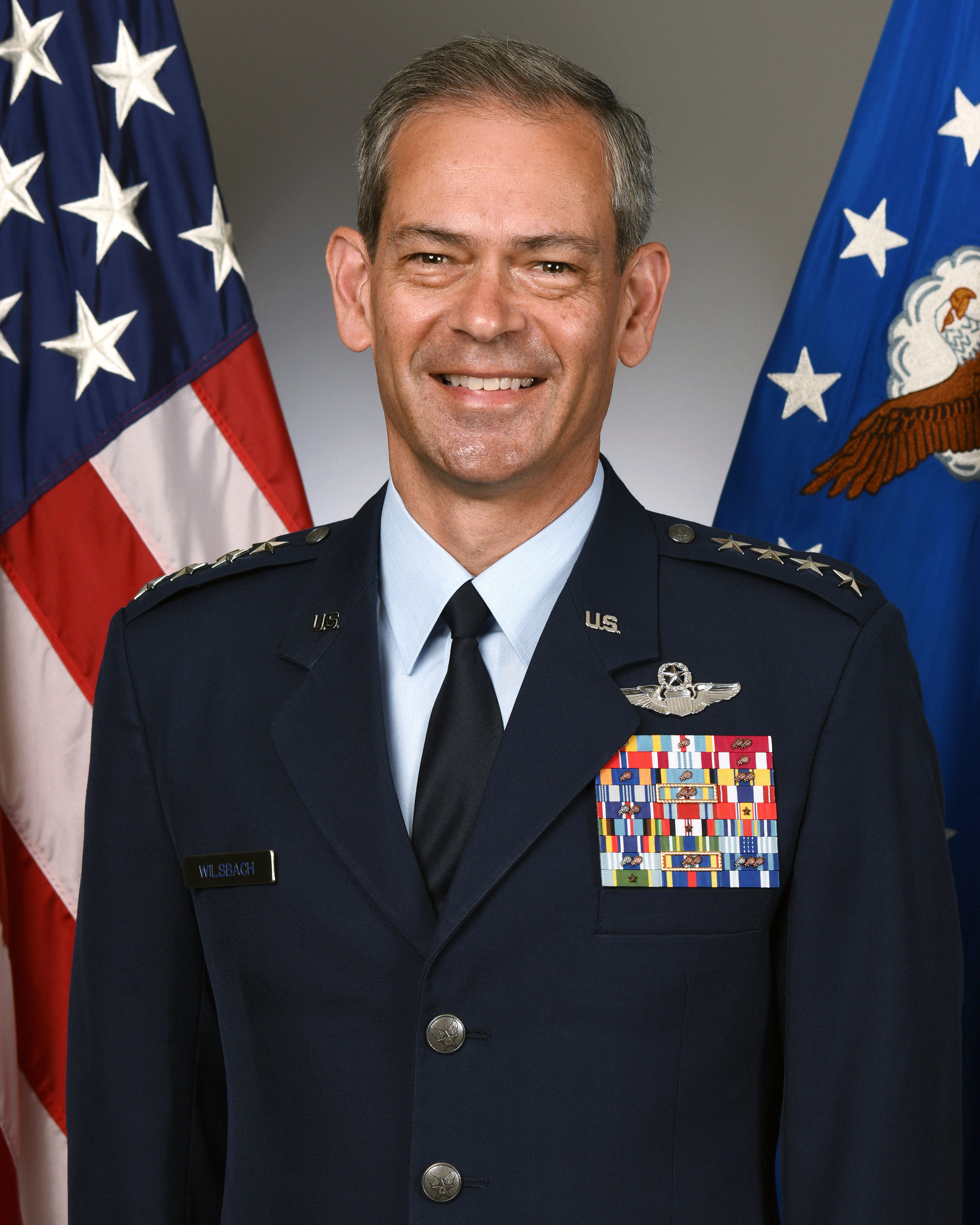
General Kenneth S. Wilsbach (2020)

Kenneth Stephen Wilsbach (* um 1963) ist ein US-amerikanischer Offizier der US Air Force, der seit 2024 das ACC leitet. Von 2020 bis 2023 war er auf der Joint Base Pearl Harbor-Hickam in Personalunion Kommandeur der Luftstreitkräfte im Pazifik PACAF (Commander, Pacific Air Forces), Kommandeur der Luftstreitkräfte im Indopazifischen Kommando der Vereinigten Staaten USINDOPACOM ( Air Component Commander, United States Indo-Pacific Command) sowie Exekutivdirektor des Luftkampfoperationsstabes im Pazifik (Executive Director, Pacific Air Combat Operations Staff). Als Pilot absolvierte er mehr als 5000 Flugstunden, davon 71 Kampfeinsätze während der Operation Southern Watch, Operation Northern Watch und der Operation Enduring Freedom.
Er wurde am 29. Februar 2024 von General Kevin „Gumby“ Schneider in seiner Funktion als Kommandeur der Pacific Air Forces abgelöst.

## Leben

### Offiziersausbildung, Offizier und Stabsoffizier

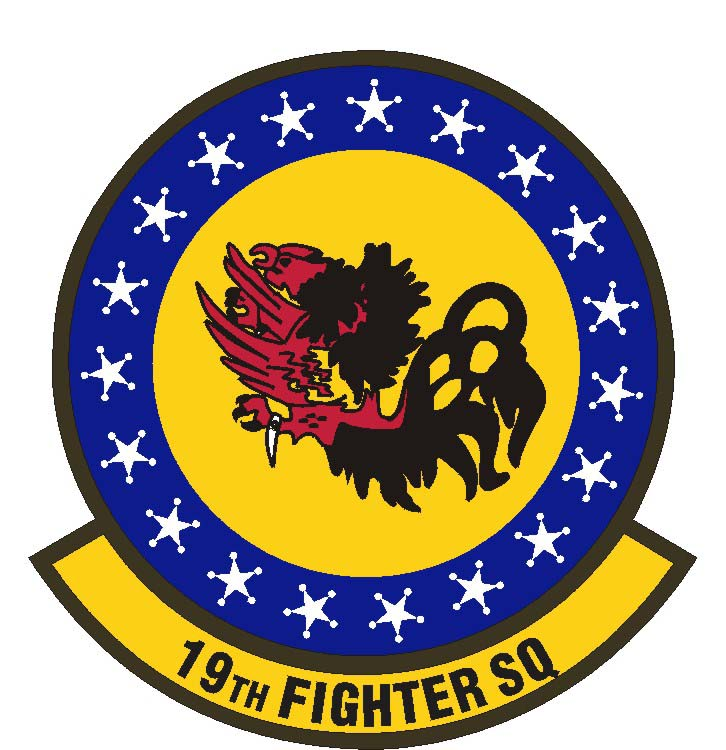
Wilsbach war zwischen 2000 und 2002 Kommandeur der auf dem Stützpunkt Elmendorf Air Force Base stationierten 19. Jagdstaffel (19th Fighter Squadron).

Kenneth Stephen Wilsbach begann nach dem Schulbesuch ein Studium der Nachrichtentechnik an der University of Florida, das er 1985 mit einem Bachelor of Science (BS Broadcast Communication) beendete. Im Anschluss wurde er im Rahmen des universitären Reserveoffizierausbildungsprogramms ROTC (Reserve Officer Training Corps) in die US Air Force übernommen und absolvierte zwischen November 1985 und Oktober 1986 seine fliegerische Grundausbildung auf dem Militärflugplatz Laughlin Air Force Base. Er war zwischen Juli 1987 bis Februar 1991 Ausbildungspilot auf McDonnell Douglas F-15 „Eagle“-Jagdflugzeugen bei der 94. Taktischen Jagdstaffel (94th Tactical Fighter Squadron) auf der Langley Air Force Base und absolvierte während dieser Zeit 1990 die Staffeloffiziersschule (Squadron Officer School) auf der Maxwell Air Force Base. Danach war er von Februar 1993 bis Mai 1996 F-15-Ausbildungspilot sowie Leiter des AN/APG-63-Radartestteams der 84. Teststaffel (84th Test Squadron) auf der Tyndall Air Force Base und 1992 Absolvent des Ausbilderlehrgangs für Waffensystemoffizier auf der Nellis Air Force Base. Daraufhin war er zwischen Juli 1993 und Mai 1996 Ausbildungspilot sowie für Bewaffnung und Taktik der in Japan auf der Kadena Air Base stationierten 44 Jagdstaffel (44th Fighter Squadron) zuständig.

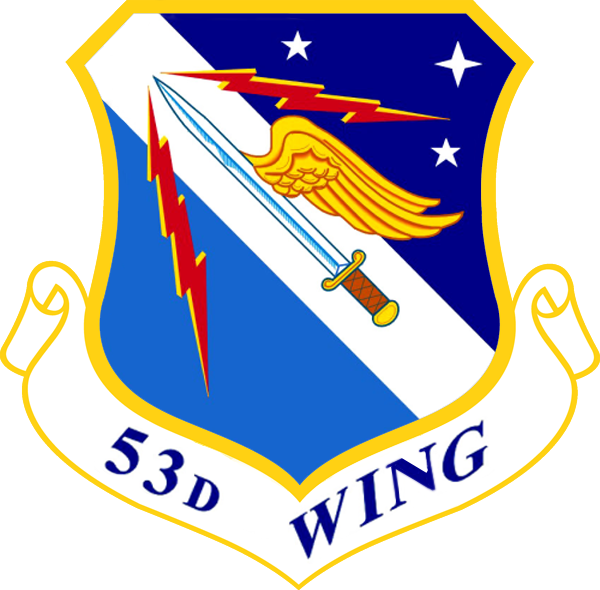
Oberst Wilsbach war ferner zwischen 2006 und 2008 Kommandeur des auf der Eglin Air Force Base stationierten 53. Geschwaders (53rd Wing).

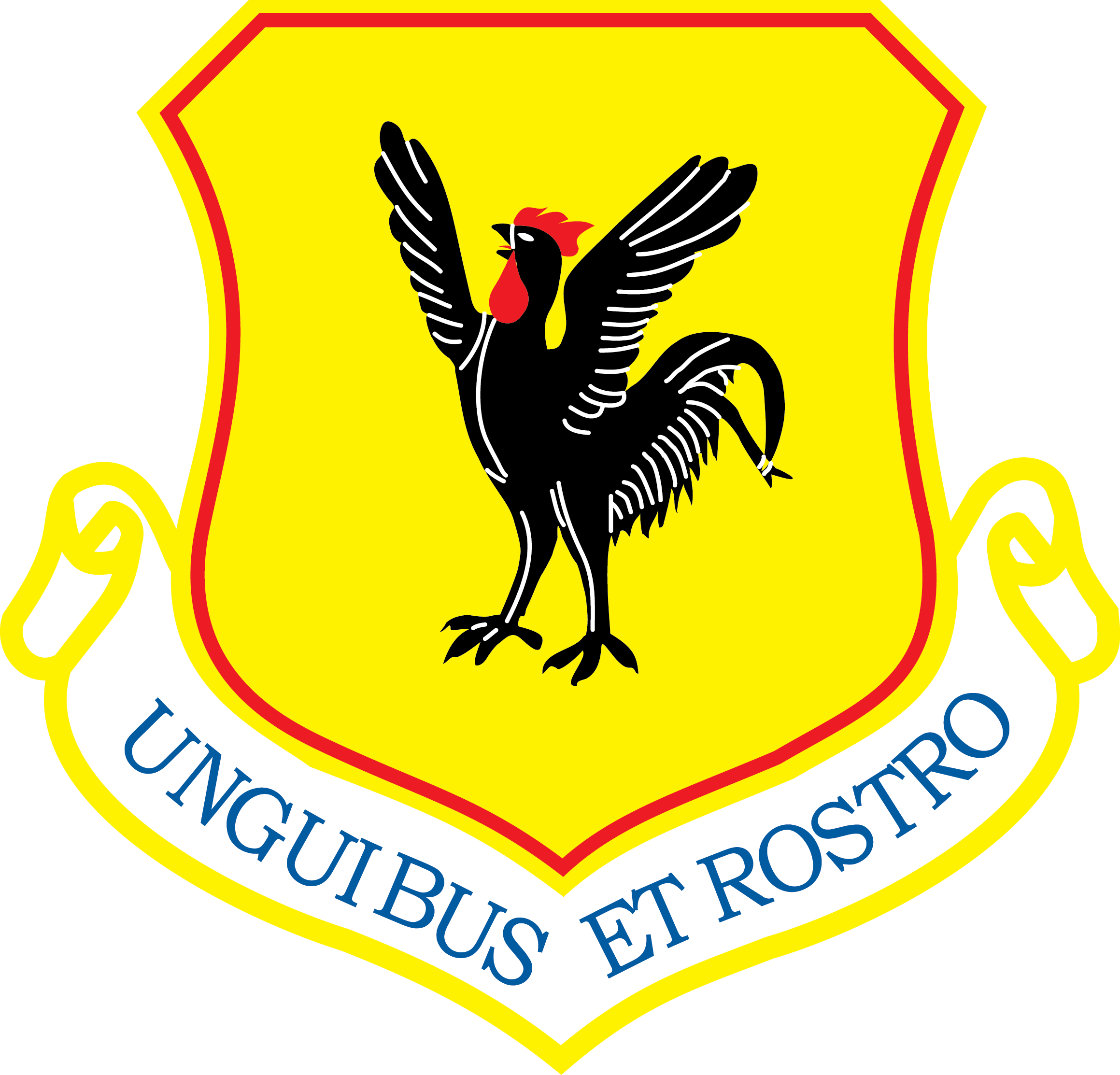
Oberst Wilsbach fungierte außerdem von 2009 bis 2011 als Kommandeur des auf der Kadena Air Base in Japan stationierten 18. Geschwaders (18th Wing).

Als Major fungierte Wilsbach von Mai 1996 bis Juli 1997 Adjutant (Aide-de-camp) des Oberkommandierenden des US-Pazifikkommandos USPACOM (United States Pacific Command). Ein postgraduales Studium der Aeronautik an der Embry–Riddle Aeronautical University (ERAU) schloss er 1997 mit einem Master of Aerospace Science ab. Im August 1997 begann er ein Studium am Naval Command and Staff College (NCSC) in Newport, das er im Juni 1998 mit einem Master of Science der Fächer Nationale Sicherheit und Strategie (MS National Securities and Strategic Studies) beendete. Im Anschluss folgte zwischen September 1998 und Juni 2000 eine Verwendung als Assistierender Operationsoffizier und zuletzt als Operationsoffiziers der auf dem Stützpunkt Elmendorf Air Force Base stationierten 19. Jagdstaffel (19th Fighter Squadron), deren Kommandeur er von Juni 2000 bis Mai 2002 war. Im Juli 2002 begann er weiteres postgraduales Studium im Fach Nationale Sicherheitsstrategie am Industrial College of the Armed Forces (ICAF) in Fort Lesley J. McNair, welches er im Juni 2003 mit einem Master of Arts (MA National Security Strategy) abschloss. Im Juli 2003 wurde er als Oberst (Colonel) Direktor für Operationen im Kombinierten Luftoperationszentrum (Combined Air Operations Center) und war als solcher in Personalunion bis Juli 2004 zugleich Direktor für Operationen im Zentralen Lufteinsatzkommando Südwestasien (Central Command Air Forces Forward, Southwest Asia).
Daraufhin war Kenneth S. Wilsbach von September 2004 bis Mai 2006 Kommandeur der 33. Operationsgruppe (33rd Operations Group) auf der Eglin Air Force Base sowie zwischen Mai 2006 und April 2008 Kommandeur des ebenfalls auf der Eglin Air Force Base stationierten 53. Geschwaders (53rd Wing). In dieser Zeit absolvierte er 2006 das Führungskräfteentwicklungsprogramm am Center for Creative Leadership in Greensboro, 2007 ein Seminar zur Unternehmensführung an der University of North Carolina at Chapel Hill sowie 2008 das Programm für Leitende Verwaltungskräfte der John F. Kennedy School of Government der Harvard University. Er war des Weiteren zwischen April 2008 und Juni 2009 Assistierender Direktor für Operationen, Planung, Anforderungen und Programme im Hauptquartier der Luftstreitkräfte im Pazifik (Headquarters Pacific Air Forces) auf der Hickam Air Force Base sowie im Anschluss von Juli 2009 und Juni 2011 Kommandeur des auf der Kadena Air Base in Japan stationierten 18. Geschwaders (18th Wing). Er besuchte 2010 den Lehrgang für Kommandeure der Luftkomponente der vereinigten Streitkräfte (Joint Forces Air Component Commander Course) auf der Maxwell Air Force Base sowie 2011 den CAPSTONE-Führungskräfteentwicklungslehrgangs in Fort Lesley J. McNair.

### Aufstieg zum General

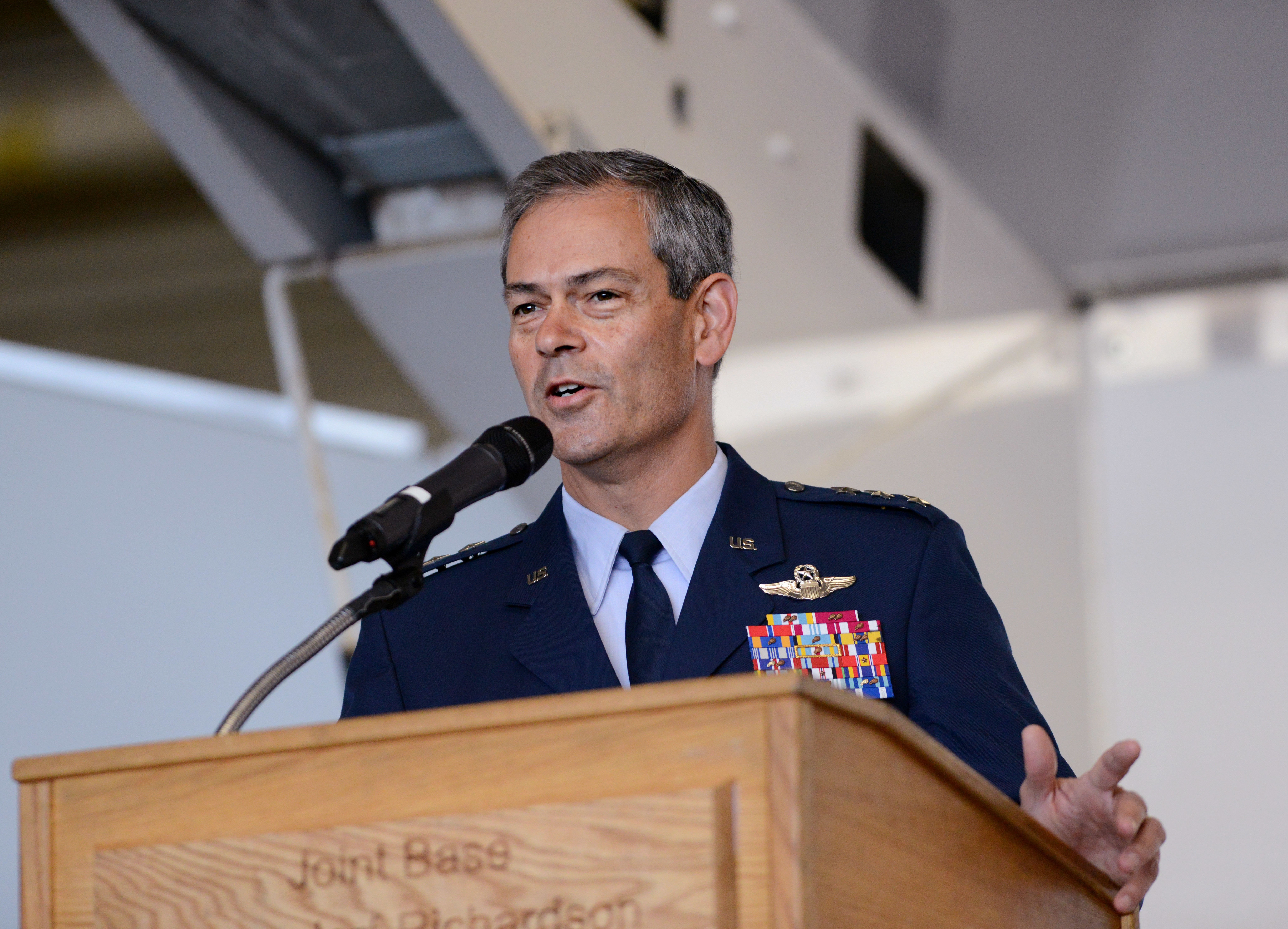
Generalleutnant Kenneth S. Wilsbach (2018)

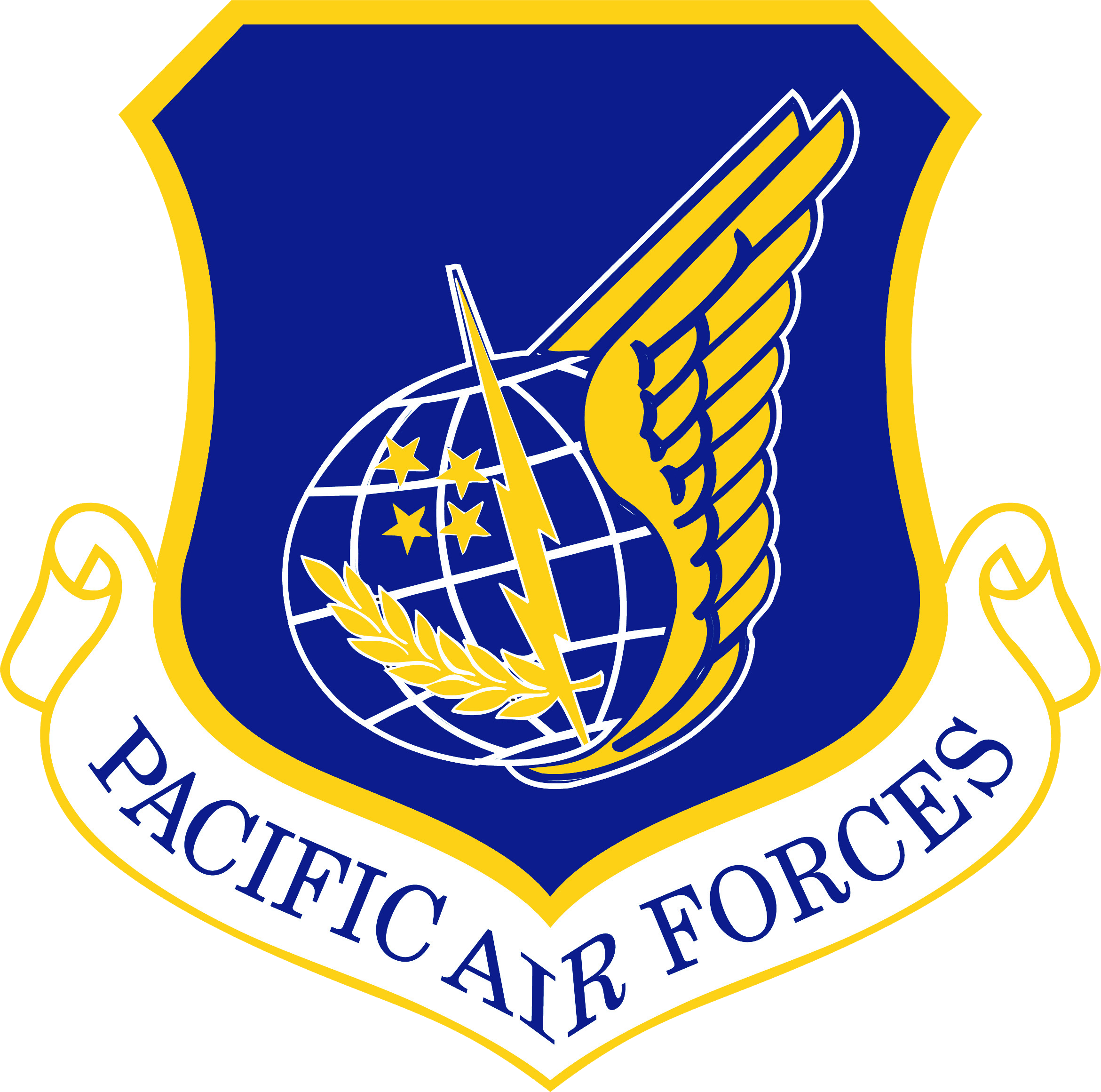
General Wilsbach ist seit 2020 Kommandeur der Luftstreitkräfte im Pazifik PACAF (Commander, Pacific Air Forces).

Als Brigadegeneral (Brigadier General) wurde Kenneth S. Wilsbach stellvertretender Direktor für Operationen des US-Pazifikkommandos USPACOM auf dem Stützpunkt Camp H. M. Smith und bekleidete diesen Posten bis April 2013. Er war 2013 Absolvent eines Kurses für Kommandanten der Landkomponenten der Koalitionsstreitkräfte am US Army War College (USAWC) auf dem Stützpunkt Carlisle Barracks. Er fungierte als Generalmajor (Major General) zwischen April 2013 und April 2014 in Personalunion als stellvertretender Chef des Stabes für Luftstreitkräfte des Gemeinsamen Kommandos der Internationalen Sicherheitsbeistandstruppe ISAF (International Security Assistance Force), Kommandeur der Neunten US-Flotte (Ninth Air Force) und der Eingriffstruppe für Weltraumeinsätze (Space Expeditionary Task Force) sowie als stellvertretender Kommandeur Luft der US-Streitkräfte in Afghanistan USFOR-A (US Forces-Afghanistan). Daraufhin war er von April 2014 bis August 2016 Direktor für Operationen des US-Zentralkommandos CENTCOM (US Central Command) auf dem Stützpunkt MacDill Air Force Base.
Im August 2016 wurde Wilsbach als Generalleutnant (Lieutenant General) Nachfolger von Generalleutnant Russell J. Handy als Kommandeur der zu den Luftstreitkräften im Pazifik PACAF (Pacific Air Forces) gehörenden 11. Elften US-Luftflotte (Eleventh Air Force) auf der Elmendorf Air Force Base und behielt diesen Posten bis zu seiner Ablösung durch Generalleutnant Thomas A. Bussiere im August 2018. Zugleich war er von August 2016 bis August 2018 in Personalunion Kommandeur des regionalen für Alaska zuständigen Teils des North American Aerospace Defense Commands (NORAD) und des United States Alaskan Commands des US-Nordkommandos NORTHCOM (US Northern Command). Im Anschluss war er als Nachfolger von Generalleutnant Thomas W. Bergeson zwischen August 2018 und seiner Ablösung durch Generalleutnant Scott L. Pleus im Juli 2020 Kommandeur der ebenfalls zu den Luftstreitkräften im Pazifik PACAF gehörenden Siebten US-Luftflotte (Seventh Air Force), die auf der Osan Air Base in Südkorea stationiert ist. Daneben war er von August 2018 und Juli 2020 in Personalunion auch stellvertretender Kommandeur der US-Streitkräfte in Korea USFK (United States Forces Korea), Kommandeur der Luftkomponente des UN-Kommandos Korea UNC (United Nations Command) und außerdem Kommandeur der Luftkomponente des Gemeinsamen koreanisch-US-amerikanischen Streitkräftekommandos CFC (ROK/US Combined Forces Command).
Von Juli 2020 bis Februar 2024 war Kenneth S. Wilsbach als General auf der Joint Base Pearl Harbor-Hickam Nachfolger von General Charles Q. Brown Jr. als Kommandeur der Luftstreitkräfte im Pazifik PACAF (Commander, Pacific Air Forces). Darüber hinaus ist er in Personalunion Kommandeur der Luftstreitkräfte im Indopazifischen Kommando der Vereinigten Staaten USINDOPACOM ( Air Component Commander, United States Indo-Pacific Command) sowie Exekutivdirektor des Luftkampfoperationsstabes im Pazifik (Executive Director, Pacific Air Combat Operations Staff). PACAF ist verantwortlich für Aktivitäten der US Air Force, die über die halbe Welt verteilt sind, in einem Kommando, das mehr als 46.000 Soldaten unterstützt, die hauptsächlich in Japan, Südkorea, Hawaii, Alaska und Guam dienen.
General Kevin Schneider löste ihn 2024 im Kommando der pazifischen Luftstreitkräfte ab.

Seit dem 29. Februar 2024 ist Wilsbach Kommandeur des ACC. Er hat hier die Aufsicht über fast 80.000 Piloten. Zum Verständnis seines Auftrags sagte er:
„Wir werden daran arbeiten, China in Dilemmata zu bringen. (....) Wie werden wir diese Dilemmata für China in ACC schaffen? Zuallererst müssen wir an der Bereitschaft arbeiten, wir müssen an der Modernisierung arbeiten, wir müssen an der Agile Combat Employment arbeiten. Und all diese Dinge sind die Dinge, an denen General Kelly gearbeitet hat. Wir werden dort weitermachen, wo er aufgehört hat, und wir werden den Rahmen für all diese Dinge weiterführen und erweitern.“
Als Pilot flog er bislang Flugzeuge der Typen General Dynamics F-16, Lockheed Martin F-22, MC-12W, McDonnell Douglas F-15, Cessna T-37 sowie Northrop T-38 und absolvierte mehr als 5000 Flugstunden, davon 71 Kampfeinsätze während der Operation Southern Watch, Operation Northern Watch und der Operation Enduring Freedom.

## Auszeichnungen
Auswahl der Dekorationen, sortiert in Anlehnung an die Order of Precedence of Military Awards:
- Defense Distinguished Service Medal (3×)
- Defense Superior Service Medal (2×)
- Legion of Merit (3×)
- Bronze Star
- Defense Meritorious Service Medal
- Meritorius Service Medal (2×)
- Air Medal (2×)
- Aerial Achievement Medal (2×)
- Air Force Commendation Medal (3×)